# Carlo Tavecchio
Pour les articles homonymes, voir Tavecchio.
Carlo Tavecchio, né à Ponte Lambro le 13 juillet 1943 et mort à Erba le 28 janvier 2023, est un homme politique, directeur sportif et administrateur italien. 

## Carrière
Comptable de formation, Carlo Tavecchio fut directeur d'agence de la Banque du crédit coopératif de l'Alta Brianza. Pendant quatre législatures il occupa le poste de maire de Ponte Lambro. De 1987 à 1992, il est directeur du comité régional de Lombardie. De 1992 à 1996, il est vice-président de la Ligue nationale amateur de football italien. Depuis 1996, il est président du comité régional de Lombardie. De 1999 à 2014, il est président de la Lega Nazionale Dilettanti.
Le 11 août 2014, Carlo Tavecchio est nommé président de la Fédération italienne de football. Il est déclaré en novembre 2014 inéligible à tout poste d'officiel au sein de la Fifa pour une période de six mois à la suite de déclarations racistes. Interrogé au sujet de la baisse de niveau du championnat italien, il avait déclaré, visant Paul Pogba, qu'« Opti Poba est arrivé ici et avant il mangeait des bananes, aujourd'hui il joue titulaire à la Lazio de Rome ».
Le 6 mars 2017, Carlo Tavecchio est réélu président de la Fédération italienne de football pour un second mandat. Le 20 novembre 2017, il démissionne de ses fonctions de président de la Fédération italienne de football, sept jours après que l'Italie n'a pas réussi à se qualifier pour la Coupe du monde de football de 2018 pour la première fois depuis 1958,.
Carlo Tavecchio est décédé à Erba le 28 janvier 2023 à l’âge de 79 ans.